# Micropotamogale de Lamotte
Micropotamogale lamottei
Espèce
Statut de conservation UICN

 VU  : Vulnérable
Le Micropotamogale de Lamotte (Micropotamogale lamottei), est une espèce africaine de petits mammifères insectivore semi-aquatique de la famille des Tenrecidae. Il est endémique du mont Nimba et de ses environs.

## Description
Dans la sous-famille des Potamogalinés c'est l'espèce qui ressemble le moins à une loutre, mais plutôt à un rat musqué de petite taille, avec son pelage uniformément brun, son corps plutôt rond avec des pattes relativement courtes et une longue queue musclée.
Le Micropotamogale de Lamotte est aussi le moins adapté des Potamogalinés au mode de vie semi-aquatique car il n'a pas les doigts palmés du Micropotamogale du Ruwenzori, ni la queue aplatie latéralement du Potamogale. Pourtant sa lèvre supérieure développée et ses robustes vibrisses attestent de ses habitudes de fouisseur en milieu aquatique.
Les individus de cette espèce présentent un dimorphisme sexuel. Les mâles sont de 10 % plus gros que les femelles et leur crâne est plus solide et plus dense, avec des crêtes nuchales plus prononcées et une crête sagittale qui n'existe pas chez les femelles.
Les femelles ont des mamelles sur le bas et le centre de l'abdomen ainsi que sur les muscles pectoraux.

## Comportement
Le Micropotamogale de Lamotte est un animal nocturne, semi-aquatique.
Ce micropotamogale est un bon nageur et plongeur, même si ses pattes et la queue ne sont pas spécialement adaptées à la nage. Ils se meuvent dans l'eau en s'aidant de leurs pattes et des mouvements latéraux de leur queue. Les spécimens du mont Nimba peuvent rester en moyenne 10 min  dans l'eau pour échapper au danger, en ralentissant le rythme de leur métabolisme jusqu'à 15 min,.
Leurs fortes vibrisses et leur lèvre supérieure servent à localiser et à capturer les proies sous l'eau. Leur moindre adaptation morphologique à la vie aquatique semble leur permettre d'occuper une niche écologique différente des espèces comparables. Ils fouillent ainsi les berges aussi bien que l'eau en se servant de leurs vibrisses,.
Avant de plonger, un observateur de ces animaux a rapporté que le Micropotamogale de Lamotte tend la tête au-dessus de l'eau, les moustaches en contact avec sa surface afin probablement de détecter les vibrations de proies potentielles.
Leur régime alimentaire est principalement à base de crabes à carapace molle et de poissons-chats, accompagnés de quelques insectes et têtards. Ils ne s'attaquent pas aux petits mammifères. Ce micropotamogale rapporte ses proies une fois capturées sur la berge et dévore les crabes en commençant par l'arrière afin de se préserver des pinces de ces crustacés. En captivité la consommation d'un individu représente 40 g de poisson par jour.
De retour sur la berge, le micropotamogale de Lamotte nettoie son pelage soigneusement et méthodiquement à l'aide de ses pattes de devant.
Les observateurs pensent que c'est un animal plutôt solitaire et territorial, bien que les individus observés en captivité ne se soient pas montrés agressifs avec leur compagnon.
Si on ignore encore comment les individus communiquent entre eux, on sait en revanche que leur odorat n'est pas très développé. Comme souvent chez les animaux aquatiques, il est compensé par une hypersensibilité des vibrisses qui les rend capables de détecter les vibrations sous l'eau.

### Reproduction
Malgré le peu d'observations, on pense que les mâles connaissent une période de rut et pourraient parcourir de grandes distances pour trouver une partenaire. La femelle semble s'investir dans son rôle parental plus que les autres animaux comparables avec une durée de lactation relativement longue.
En moyenne une femelle donne naissance à 2,6 petits, avec une fourchette allant de 1 à 4. La gestation dure un peu plus de 50 jours. Les petits naissent nus et aveugles mais avec leurs vibrisses. Le pelage apparait sur le dos vers le 11e jour, ils ouvrent les yeux vers le 23e jour et commencent à consommer de la nourriture solide au quarantième jour,.

## Habitat et répartition

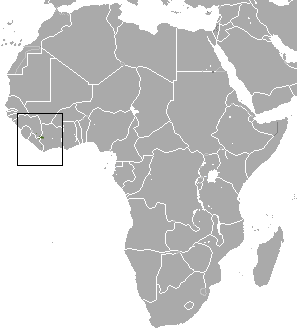
Carte de répartition du Micropotamogale de Lamotte

L'espèce est endémique d'une petite région de l'Afrique de l'ouest. Native de la Côte d'Ivoire, de la Guinée et du Liberia, elle est connue seulement dans le mont Nimba aux confins de ces trois pays et sur la montagne Putu, 400 km plus au sud, au Liberia,.
On la rencontre dans les zones de collines boisées, non loin des cours d'eau douce riches en crustacés. Elle fréquente aussi les plantations de cacao ou de café, lorsque la végétation est dense au bord des cours d'eau. Plus rarement dans les rizières,.

## Interaction écologique
On sait peu de choses sur les prédateurs de cette espèce mais leur mode de vie nocturne laisse supposer qu'ils se gardent ainsi des prédateurs diurnes, à moins qu'ils ne trouvent la nuit une nourriture plus abondante.
On pense aussi que cet animal joue un rôle dans l'équilibre aquatique de par ses prélèvements sur les populations de crabes, de crustacés ou de petits poissons.
Il y a peu d'interaction avec les humains, si ce n'est leur tendance à investir les nasses des pêcheurs. Les Micropotamogale de Lamotte sont alors parfois victimes des nasses et des filets. Dans la région du Mont Nimba on a recensé en 1970 un animal noyé dans une nasse pour 10 km² et par an.

## Statut de conservation
Leur territoire est menacé par l'activité humaine, en particulier les mines du Liberia et les rizières de Nimba,.
L'espèce était officiellement déclarée en danger par l'Union internationale pour la conservation de la nature (UICN) depuis 1990. Son aire de répartition étant finalement plus importante que ce que l'on pensait, son statut a été réassigné à quasi menacé en 2016.
L'espèce est présente dans la Réserve naturelle intégrale du Mont Nimba en Guinée et en Côte d'Ivoire.

### Bases de référence
- (en) Mammal Species of the World (3e  éd., 2005) : Micropotamogale lamottei  Heim de Balsac, 1954
- (en) Tree of Life Web Project : Micropotamogale lamottei
- (en) Catalogue of Life : Micropotamogale lamottei Heim de Balsac, 1954 (consulté le 18 décembre 2020)
- (fr + en) ITIS : Micropotamogale lamottei  Heim de Balsac, 1954
- (en) Animal Diversity Web : Micropotamogale lamottei
- (en) NCBI : Micropotamogale lamottei (taxons inclus)
- (en) UICN : espèce Micropotamogale lamottei Heim de Balsac, 1954 (consulté le 2 septembre 2020)

### Autres liens externes
- Photos sur Arkive